# Bolesław Józef Gawecki
Bolesław Józef Gawecki (ur. 15 października 1889 w Spirowie, zm. 13 kwietnia 1984 w Warszawie) – polski filozof.

## Życiorys
Studiował matematykę, fizykę i filozofię na uniwersytecie w Monachium oraz na Uniwersytecie Jagiellońskim w Krakowie, gdzie w 1914 na podstawie rozprawy Kauzalizm i funkcjonalizm w fizyce otrzymał stopień doktora filozofii. W 1915 rozpoczął pracę jako nauczyciel (później także dyrektor) szkół średnich w Siedlcach. Od 1918 w Warszawie był inspektorem ministerialnym od nauczania fizyki i propedeutyki filozofii, a także sekretarzem Instytutu Filozoficznego oraz red. „Biuletynu Posiedzeń Naukowych Instytutu Filozoficznego”. Ok. 1922 roku uczył fizyki w Gimnazjum im. Tadeusza Reytana i w 1923 był opiekunem działającej w szkole 1 Warszawskiej Drużyny Harcerskiej im. Romualda Traugutta („Czarna Jedynka”). W latach 1922–1928 uczył propedeutyki filozofii w Państwowym Gimnazjum im. Stefana Batorego. W 1930 habilitował się na UJ na podstawie pracy Stosunek czasowy przyczyny do skutku i tam prowadził wykłady aż do wybuchu II wojny światowej. Podczas okupacji uczył w Warszawie na tajnych kompletach szkolnych oraz, jako docent filozofii, na tajnym Uniwersytecie Ziem Zachodnich.
Po wojnie wznowił na UJ wykłady z przedmiotów filozoficznych, następnie objął Katedrę Filozofii na Uniwersytecie Wrocławskim, gdzie organizował studia i prowadził wykłady na wydziałach: Humanistycznym, Nauk Przyrodniczych, Prawa, Lekarskim, a także na Politechnice Wrocławskiej. Założył Wrocławskie Towarzystwo Filozoficzne, od 1947 był współpracownikiem Komisji Historii Filozofii Polskiej Polskiej Akademii Umiejętności oraz członkiem Towarzystwa Przyjaciół Ossolineum. W 1950 przeniósł się do Warszawy, gdzie pracował m.in. jako redaktor naukowy Biblioteki Klasyków Filozofii oraz tłumacz dzieł filozoficznych. Od 1955 pracował w Katedrze Filozofii Przyrody Wydziału Filozofii Chrześcijańskiej ATK. Tutaj uzyskał w 1957 tytuł prof. zwyczajnego. W 1967 przeszedł na emeryturę, ale był nadal czynny zawodowo w charakterze recenzenta prac doktorskich i habilitacyjnych.
Został pochowany na Starych Powązkach w Warszawie (kwatera O-6-11,12).

## Filozofia Gaweckiego
Badał metafizyczne podstawy filozofii przyrody. Polemizował z pozytywistycznym scjentyzmem.

## Dzieła
- Filozofia teoretyczna Bolesława Prusa (Przegląd Warszawski, 1923)
- Przyczynowość i funkcjonalizm w fizyce (1923)
- Propedeutyka filozofii (Warszawa, 1938; pod nowym tytułem: Myślenie i postępowanie, Warszawa, 1975)
- Wroński i o Wrońskim. Katalog prac filozoficznych Hoene-Wrońskiego oraz literatury dotyczącej jego osoby i filozofii (Warszawa, 1958)
- Władysław Mieczysław Kozłowski (1858–1935) (Wrocław, 1961)
- Przygotowanie do filozofii (Warszawa, 1964)
- Zgubna doktryna nietzscheańska (1965)
- Filozofia rozwoju. Zarys stanowiska filozoficznego (Warszawa, 1967)
- Zagadnienie przyczynowości w fizyce (Warszawa, 1969)
- Polscy myśliciele romantyczni (Warszawa, 1972)